# Decreto Ley
Un Decreto Con Fuerza De Ley, en general, es una norma con rango de ley, emanada del poder ejecutivo, sin que tenga la medida de intervención o una autorización previa de un Congreso o Parlamento.
Este tipo de norma puede estar contemplada en el propio ordenamiento jurídico para ser dictada en determinados casos, en virtud de razones de urgencia —que impiden, por ejemplo, obtener la autorización para un decreto legislativo o la dictación de una ley propiamente tal—, aunque requieren de convalidación por parte del poder legislativo, habitualmente en un plazo breve. En los países cuya forma de gobierno es la monarquía parlamentaria esta norma se denomina Real Decreto Ley, debido a que la norma reglamentaria de mayor rango emitido por el poder ejecutivo en esos sistemas recibe el nombre de Real decreto; así ocurre, por ejemplo en España.
Igualmente, se denomina decreto ley a las normas con rango legal, dictadas por un gobierno de facto.

## Validez
En el primer sentido del término antes citado, esta norma posee validez mientras esté pendiente el plazo de convalidación, que va desde los diez días en algunas legislaciones hasta cuarenta y cinco días en otras. Una vez sometidos al poder legislativo, este puede ratificarlos o derogarlos. En España, lo regula el artículo 86 de la Constitución y en Argentina lo regula el artículo 99 de Constitución de la Nación Argentina.
El segundo sentido del término (ocasionalmente decreto ley, llamado ley), en Argentina se utiliza para designar a las normas dictadas por las dictaduras cívico militares de 1930-1932; 1943-1945; 1955-1958; 1962-1963; 1966-1973; y 1976-1983. En Chile, corresponde a la legislación irregular de los periodos de 1924-1925; junio-octubre de 1932 y 1973-1981 (en este último caso la Junta de Gobierno cumplió transitoriamente, desde 1981, el rol de poder legislativo hasta la plena vigencia de la Constitución en 1990). 
Tras las dictaduras, la necesidad de mantener la continuidad jurídica se contraponía con la irregularidad manifiesta en la forma de dictado de estas normas; por lo tanto, los Congresos surgidos de gobiernos democráticos que sucedieron a los gobiernos de facto optaron por una solución de compromiso, otorgándoles plena validez y vigencia. Así ocurre en Argentina, por ejemplo, con el Decreto/Ley 21680 / 1956, de 10 de diciembre de 1956, que crea el Instituto Nacional de Tecnología Agropecuaria. En Chile, la jurisprudencia y resoluciones de la Corte Suprema ha reconocido su validez ante la necesidad del funcionamiento del Estado.

## Regulación por países

### Chile
El Código Civil, en su artículo 1°, dispone que: “La ley es una declaración de la voluntad soberana que, manifestada en la forma prescrita por la Constitución, manda, prohíbe o permite”.
Por su parte la carta fundamental indica: “La soberanía reside esencialmente en la Nación. Su ejercicio se realiza por el pueblo a través del plebiscito y de elecciones periódicas y, también por las autoridades que esta Constitución establece. Ningún sector del pueblo ni individuo alguno puede atribuirse su ejercicio”.
- Decretos con fuerza de ley: cuerpos normativos que emanan del Presidente de la República y que recaen sobre materias legales, en virtud de una delegación de facultades del Parlamento, o bien para fijar el texto refundido, coordinado y sistematizado de las leyes.[3][4]
- Decretos leyes: generalmente se entiende por tal una norma con rango de ley (o sobre materias propias de ley), dictada por un gobierno de facto, en períodos de anormalidad constitucional, sin que en ellos intervenga el Poder Legislativo. En Chile los principales decretos leyes han sido dictados durante la dictadura de Carlos Ibáñez del Campo (1927-1931) y la dictadura cívico-militar (1973-1980).[5]

- Ver también: Decreto Chile

### España
Según la Constitución española, en el artículo 86, estos decretos ley no podrán afectar al ordenamiento de las instituciones básicas del Estado, a los derechos, deberes y libertades de los ciudadanos (...), al régimen de las Comunidades Autónomas, ni al Derecho Electoral general. 
Estos límites aseguran que el decreto ley no será utilizado abusivamente por parte del Gobierno. Deberá ser debatido por el Congreso de los Diputados (Parlamento español) en el plazo de 30 días, para convalidarlo o derogarlo (aunque habrá un número muy limitado de días en los que el decreto ley esté vigente todavía sin aprobación parlamentaria). El Congreso podrá convalidarlo o derogarlo, o bien tramitarlo como un proyecto de ley por el procedimiento de urgencia, lo que le permite ser enmendado. En la práctica, el decreto ley se ha asentado no ya como un recurso de urgencia, sino como una vía mediante la cual el ejecutivo incorpora leyes al ordenamiento ahorrándose el tiempo que dura la aprobación de una ley tal cual. 
En España, el decreto ley tiene tres límites[cita requerida]:
- Circunstanciales: acerca del hecho que provoca el nacimiento del decreto-ley (el gobierno es el que decide cuando un hecho es de "urgente necesidad").
- Materiales: sobre el contenido de dicha norma
- Temporales: provocando el fin del decreto-ley o su conversión en ley.

El decreto ley puede ocupar el "puesto" o regular materias de las que se ocuparía la ley ordinaria, pero nunca de aquellas materias reservadas a la ley orgánica (derechos fundamentales, estatutos de autonomía, régimen electoral...). El control sobre el decreto-ley puede versar sobre su forma como fuente del derecho, su contenido según su constitucionalidad, o su procedimiento de producción.
Notas características del decreto ley[cita requerida]:
- Extraordinaria y urgente necesidad como habilitantes.
- Su provisionalidad, la necesidad de convalidación por el Congreso en 30 días y su posible tramitación urgente como leyes.
- Su regulación no puede afectar a:

- Ordenamiento de las instituciones básicas del Estado.
- Derechos, deberes y libertades de los ciudadanos regulados en el Título I de la Constitución española de 1978.
- Régimen de las CCAA.
- Derecho electoral general.

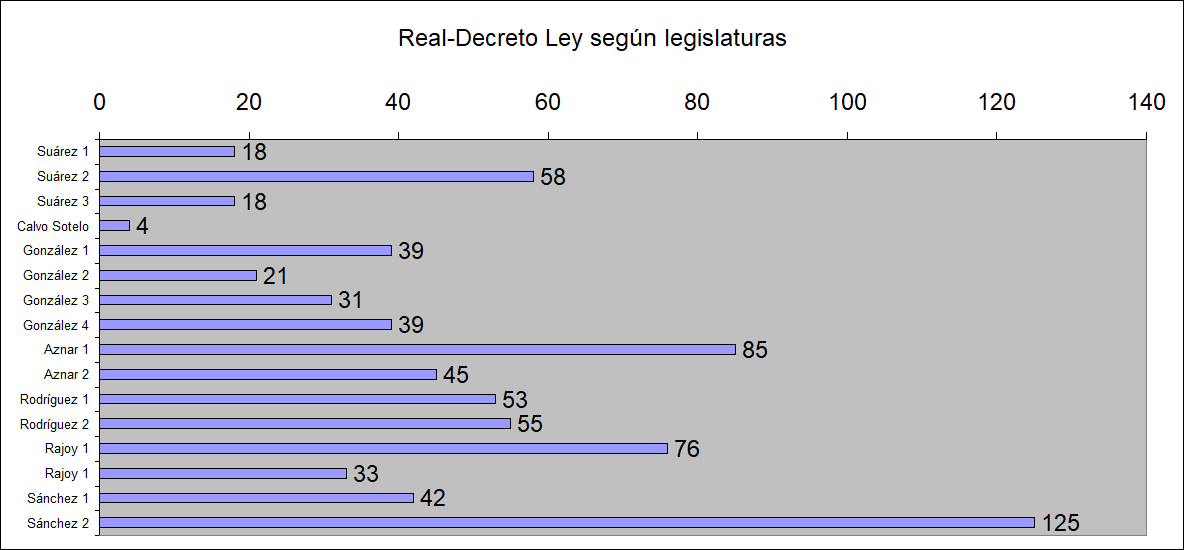
Uso en los diferentes gobiernos

La restricción de su uso conlleva a que recurrir frecuentemente a ellos sea considerado un abuso. Los datos en las legislaturas españolas hasta 2020 son los siguientes:
- Suárez1 (1976-1977): 18 (preconstitucionales)
- Suárez2 (1977-1979): 58 (48 de los cuales fueron preconstitucionales)
- Suárez3 (1979-1981): 18
- Calvo-Sotelo (1981-1982): 4
- Felipe1 (1982-1986): 39
- Felipe2 (1986-1989): 21
- Felipe3 (1989-1993): 30
- Felipe4 (1993-1996): 39
- Aznar1 (1996-2000): 85
- Aznar2 (2000-2004): 45
- Zapatero1 (2004-2008): 53
- Zapatero2 (2008-2011): 55
- Rajoy1 (2011-2016): 76
- Rajoy2 (2016-2018): 33
- Sánchez (2018-2019):42
- Sánchez2 (2019-2022):125